# Il medioevo e il fantastico
Il medioevo e il fantastico (in originale The Monsters and the Critics and Other Essays, 1983) è una raccolta di saggi di J. R. R. Tolkien curati dal figlio Christopher e per la prima volta editi in Italia nel 2000.
La raccolta è composta da sette saggi sul medioevo e sul fantastico, in particolare sulla letteratura che ha posto le basi al fantasy propriamente detto. Nel corso dei saggi, che in effetti sono conferenze accademiche, Tolkien trova il modo di criticare il mondo universitario inglese, la sua organizzazione, e, in generale, la stessa critica letteraria, che non vede di buon occhio gli argomenti fantastici e favolistici.
Nel dettaglio, i saggi pubblicati sono:
- Beowulf: mostri e critici
- Tradurre Beowulf
- Galvano e il Cavaliere Verde
- Sulle fiabe
- Inglese e gallese
- Un vizio segreto
- Discorso di commiato all'Università di Oxford

## Beowulf
Sul famoso poema epico della letteratura inglese, il Beowulf, Tolkien realizzò due saggi, entrambi presenti in questa raccolta.
Il primo, Beowulf: mostri e critici, è la trascrizione di una conferenza tenuta in memoria di Sir Israel Gollancz all'Accademia britannica il 25 novembre del 1936. In questo discorso Tolkien esamina quello che egli stesso considera il poema che più di tutti ha studiato e, soprattutto, il più tradizionale in assoluto nella cultura inglese. Egli, soprattutto, critica la cattiva fama che ha ottenuto presso molti critici, per i quali i mostri e le epiche battaglie contro questi sono un elemento che ne diminuisce il valore, piuttosto che arricchirlo di significati.
È quest'ultimo aspetto quello che interessa a Tolkien, che ne rivaluta il valore inserendolo anche nella nascente tradizione cristiana, che ne diventa più un arricchimento postumo ad una tradizione orale più antica. Infine ne esalta anche il valore metrico nel saggio Tradurre Beowulf, nota introduttiva alla ristampa del 1940 di Beowulf and the Finnesburg Fragment, A Translation into Modern English Prose di John R. Clark Hall del 1911.

## Galvano
Galvano è un cavaliere della tavola rotonda, protagonista del poema Galvano e il Cavaliere Verde, titolo dell'omonimo saggio di Tolkien, una conferenza in memoria di W. P. Ker (William Paton Ker) tenuta all'Università di Glasgow il 15 aprile del 1953.
Questo è, invece, il poema più amato da Tolkien, tanto che nel 1975 venne pubblicata una sua traduzione in versi allitterativi (Sir Gawain and the Green Knight, Pearl and Sir Orfeo, proposta in Italia, a cura di P. Boitani, nel 1986 con il titolo di Sir Gawain e il Cavaliere Verde).
In questa conferenza, Tolkien esamina sia la metrica e la lingua del poema, sia la materia: non solo quest'opera fa parte del ciclo arturiano, ma è anche, in pratica, una contrapposizione tra le regole della cortesia e quelle dell'onore e del rispetto della parola data ad un cavaliere o ad un avversario. Proprio il dramma che deve vivere Galvano, afferma Tolkien, fa del poema un'opera di alto valore letterario.

## Sulle fiabe
Anche Sulle fiabe è una conferenza, questa volta tenuta l'8 marzo del 1939 all'Università di Saint Andrews in memoria di Andrew Lang. Venne prima edita nel 1947 nel volume Essays Presented to Charles Williams, quindi in Leaf and Niggle nel 1964. In questa conferenza Tolkien tratta, in maniera approfondita, del tema delle fiabe e del mondo del fantastico che vi sta alla base.

## Inglese e gallese
Il giorno dopo la pubblicazione originale de Il ritorno del re, ovvero il 21 ottobre del 1955, Tolkien tenne ad Oxford una conferenza per la Fondazione O'Donnell creata da Charles James O'Donnell dal titolo Inglese e gallese.
Il tema, come è facile intuire, tratta di queste due lingue. Tolkien, infatti, non considera il gallese come un dialetto, ma come la discendente dell'originaria lingua britannica, ovvero quel gruppo di lingue, abbastanza comuni tra le varie tribù della Gran Bretagna che erano parlate prima dell'inizio delle varie invasioni, in particolare quelle sassoni: non è quindi solo un incomprensibile linguaggio parlato da una popolazione, quella gallese, praticamente isolata, o semplicisticamente una lingua celtica, ma il legame più diretto, pur con le dovute influenze inglesi, con la lingua dei primi britanni.

## Un vizio segreto
In linea con Inglese e gallese si presenta la conferenza dal titolo Un vizio segreto. Di dubbia attribuzione temporale (probabilmente nel 1931, poiché si fa riferimento ad un Congresso sull'esperanto tenutosi un anno prima - per la precisione luglio 1930), è in pratica la prima apparizione pubblica delle lingue elfiche ideate da Tolkien. In questo discorso, infatti, il Maestro Inglese disquisisce in maniera brillante sulle lingue artificiali e sulla loro presunta inutilità, ma soprattutto sul gusto particolare che regalano agli ideatori e a quei pochi iniziati che ne vengono a conoscenza.
Partendo dall'esaminare un semplice linguaggio infantile, Tolkien passa per gradazioni attraverso alcune lingue successive (il Nevbosh e il Naffarin), di cui ci vengono presentati alcuni brani, fino a quella che presumibilmente è la forma definitiva (o quasi) del Quenya, la prima delle lingue elfiche inventate da Tolkien.
Interessante, oltre al confronto tra versioni diverse di uno stesso componimento poetico (e di questo bisogna ringraziare il figlio Cristopher) è anche l'accenno di Tolkien al fatto che, in questo caso, la gioia nella creazione di una lingua artificiale non risiede solo in quella combinazione di suoni che risultano gradevoli all'orecchio, prima ancora che la grafia all'occhio, ma anche nel fatto che intorno a questa lingua Tolkien ha iniziato a costruire una vera e propria storia.
Infatti il filologo britannico ritiene che una lingua possa considerarsi effettivamente viva solo quando intorno ha una storia che vale la pena di essere raccontata, o scoperta, e quindi quando si possono identificare contesti storici e popoli che effettivamente o presumibilmente l'hanno parlata: nella nascita del Quenya, quindi, risiede la nascita stessa de Lo Hobbit, prima e de Il Signore degli Anelli poi, e di tutto quell'incredibile e splendido apparato, durato una vita intera, che è Il Silmarillion.

### Oilima Markirya
Ovvero L'ultima arca. È una poesia scritta in Quenya di cui sono state ritrovate, dal figlio Cristopher, un paio di versioni differenti. Può essere interessante, anche per avere un'idea dell'evoluzione di questa lingua, fare un confronto tra queste versioni:
Man kiluva kirya ninqe
oilima ailinello lu'te, 
ni've qi'mari ringa ambar
ve maiwin qaine?
Mentre questa è la versione della prima strofa presentata nella conferenza, la successiva è una versione di molto più tarda:
Men kenuva fa'ne kirya
métima hrestallo ki'ra,
i fairi néke
ringa su'maryasse
ve maiwi yaimie"?
Per entrambe la traduzione è la seguente:
Chi vedrà la bianca nave
salpare dall'ultima spiaggia,
spettri pallidi
del suo seno gelido
come gabbiani vocianti?
Una versione intermedia, sempre con lo stesso titolo, presenta, però, una serie di cambiamenti, anche nella traduzione; ecco anche di questa la prima strofa, con traduzione:
Kildo Kirya ninqe
pinilya wilwarindon
veasse lu'nelinqe
talainen tinwelindon.
Ed ecco la sua traduzione:
Si vide allora una nave bianca,
piccola come una farfalla,
sui flutti azzurri del mare
con ali come stelle.
È abbastanza evidente, dunque, come il processo di evoluzione di una lingua artificiale, come lo stesso Tolkien sostiene, dura una vita intera ed è soggetto a continue revisioni, nel tentativo di renderla il più viva possibile.

## Edizione
- John R. R. Tolkien e Carlo Donà, Il medioevo e il fantastico, a cura di Gianfranco De Turris, Biblioteca medievale. Saggi, n. 6, Milano-Trento, Luni Editrice, 2000, ISBN 88-7984-059-2.